# Telipogon latifolius
Telipogon latifolius es una especie  de orquídea epifita. Es originaria de Sudamérica.

## Descripción
Es una orquídea de pequeño tamaño, con hábitos de epífita y que florece en el verano hasta finales de otoño en Colombia. La planta tiene un tallo corto que está ramificado, lleva hojas basales y  dísticas, basalmente imbricadas oblongo-obovadas,   conduplicada en la base. Florece en una inflorescencia de 2 a 3 flores, apicales, inflorescencia que surge en un nuevo crecimiento que tiene tres alas en sección transversal y con brácteas florales visibles, lanceoladas. Esta especie muere  después de la floración y se toma un descanso hasta la próxima estación de crecimiento, por lo que no se debe tirar hasta que se esté seguro de que está muerta.

## Distribución y hábitat
Se encuentra en Venezuela, centro de Colombia y Ecuador en los bosques densos, húmedos, cubiertos de musgo, en los bosques nubosos en trepadoras y ramas pequeñas, pero en lugares que sean soleados  en elevaciones de 1800 a 2800 metros al norte de Cundinamarca. 

## Taxonomía
Telipogon latifolius fue descrita por Carl Sigismund Kunth y publicado en Nova Genera et Species Plantarum (quarto ed.) 1: 336. 1815.
Etimología
Telipogon: nombre genérico que deriva de las palabras griegas: "telos", que significa final o punto y "pogon" igual a "barba", refiriéndose a los pelos en la columna de las flores.
latifolius: epíteto latíno que significa "con la hoja ancha".
Sinonimia
- Telipogon bruchmuelleri Rchb.f.[4][5]